# Plaça de Barberà
La Plaça de Barberà és una plaça pública de Badalona protegida com a Bé Cultural d'Interès Local.

## Descripció
Espai davant de l'església de Santa Maria i de la Torre Vella, situat al barri de Dalt la Vila al nucli antic de Badalona i coincideix amb la ciutat romana on es suposa que hi havia el fòrum. Antigament part de l'espai estava ocupat per una torre de defensa del segle xv, profundament reformada el segle xix annexa a la Torre Vella que va ser derrocada l'any 1967 amb l'objecte d'ampliar el carrer del Temple. La plaça pren el nom dels marquesos de Barberà que van ser propietaris de la Torre Vella.